# Enrica Margherita Boschetti
Enrica Margherita Boschetti (Bergamo, 26 aprile 1934 – Milano, 16 ottobre 2019) è stata un medico e una ricercatrice italiana.
Ha studiato ostetricia presso la Clinica Universitaria «Mangiagalli» di Milano; nella stessa città ha prestato la sua opera e poi vince il concorso indetto dall'Ospedale Fatebenefratelli, sempre a Milano. La sua attività clinica e di ricerca è stata incentrata sulla contraccezione: lo studio dei metodi; in particolare si è occupata dello studio del diaframma vaginale e degli spermicidi che davano maggiori e assolute garanzie purché venissero applicati correttamente.
Ha al suo attivo diverse pubblicazioni scientifiche, collaborazioni con riviste del settore e quotidiani nazionali ed internazionali.
Per anni ha operato all'AIED, Associazione Italiana per l'Educazione Demografica.

## Biografia
Nata a Bergamo da padre Angelo e madre Ester Zorzoli, decide di non seguire la tradizione di famiglia per studiare medicina. Si dedica allo studio attivo dell'Ostetricia dalla metà degli anni '50.
Nel 1958 inizia la lotta per l'abolizione dell'articolo 553 del Codice Rocco, introdotto negli anni Trenta.
Nel 1959 promuove,  con la partecipazione e l'aiuto economico di Adriano Olivetti il gruppo nascente del C.E.M.P. (Centro Educazione Matrimoniale e Prematrimoniale) storico consultorio familiare milanese una costola dell'A.I.E.D. (Associazione Italiana Educazione Demografica fondata nel 1951).
Nel 1964 è invitata da una collega dell'Associazione Olandese Experta Contraception al secondo Congresso Internazionale di Amsterdam, all'avanguardia nell'attivazione di diversi centri per la contraccezione, dove allora si fabbricavano artigianalmente i primi diaframmi moderni. Tornata a Milano fonda il CAD (Centro Addestramento Diaframma) che con l'apertura di alcuni ambulatori inizia l'opera di istruzione al personale sanitario, in seno all'Università di Bologna e Messina.
Nel passaggio tra gli anni Sessanta e Settanta il tema della liberazione sessuale esplode insieme ai movimenti di contestazione giovanile e, maturano le condizioni perché contraccezione e aborto entrino a pieno titolo nella sfera degli argomenti politici.
Nel 1972 scrive un manuale “Tecnica di applicazione del diaframma vaginale” presentato dal suo primario di allora, professore Italo Vandelli e dal direttore della II Clinica ostetrica dell'Università di Roma - La Sapienza, professor Giuseppe Valle.
Nel 1977 pubblica “Ritorno al diaframma” con la presentazione del professor Carlo Flamigni, direttore del Servizio di fisiopatologia della riproduzione dell'Università di Bologna.
Dal 1981 è giornalista medico-scientifica.
Nel 1984 pubblica: ”La vagina umana” edito solo negli Stati Uniti.
Dal 1985 al 1994 la sua attività giornalistica si è svolta tra Milano e Lipari, permettendole di assistere il marito Amos Meliconi, generale C.A. della Guardia di finanza il cui internamento in vari lager tedeschi ha segnato l'inasprimento delle varie patologie.

## Ricerca
La dottoressa Boschetti dispone di un dossier di oltre 6000 casi. Tra le ricerche svolte rendendosi conto di alcuni inconvenienti pratici dei diaframmi in commercio (tutti di fabbricazione straniera) ha pensato di apportarvi varie modifiche: è titolare di tre brevetti per un'applicabilità facilitata, due misure di base sufficienti e, autoregolabili per quel che riguarda le dimensioni. Ciò consente alle donne di controllare agevolmente se la posizione è corretta, mentre il diaframma tradizionale comporta una serie molto numerosa di misure. Ha ideato anche un diaframma monouso modificandone la struttura oltre al materiale originale di fabbricazione.

## Pubblicazioni
- Enrica Boschetti, Tecnica di applicazione del diaframma vaginale, Edizioni AIED. - 1972
- Biblioteca della donna "Melusine", L Aquila, AQME
- Archivio Piera Zumaglino, Torino, ZUMA
- FILI centro documentazione Cooperativa delle donne, Firenze Archiviato il 3 agosto 2016 in Internet Archive., FILI
- Enrica Boschetti, “ Studio relativo a 1038 casi di applicazione di due tipi di diaframma” Pubblicazione sulla Rivista “Contraccezione Fertilità Sessualità - 1975
- Enrica Boschetti, “Il ruolo delle barriere meccaniche femminili nella moderna contraccezione” Pubblicazione sulla Rivista “Contraccezione Fertilità Sessualità - 1975
- Enrica Boschetti, "Dal tampone al diaframma, ricerca storica", Pubblicazione sulla Rivista “Risveglio ostetrico -1976
- Enrica Boschetti, Ritorno al diaframma:Le barriere meccaniche femminili nella moderna contraccezione , Editori Libreria Cortina e CAD ,Milano  ,  1977
- Biblioteca italiana delle donne - Bologna, BOO0284 UBODD
- Biblioteca Archivio storico Bigio Savoldi - Livia Bottardi Milani - Brescia - BS, BS0218 LO175
- Biblioteca di igiene e sanità - Livorno - LI, LI0028 LIABI
- Biblioteca della Facoltà di scienze statistiche dell'Università degli studi di Padova - Padova - PD, PD0317 PUV06
- Biblioteca Archivia - archivi, biblioteche, centri di documentazione delle donne - Roma - RM, RM1449 RMSAV
- Biblioteca civica Gambalunga - Rimini - RN, RN0013 RAVRI
- Biblioteca comunale Antonio Baldini - Santarcangelo di Romagna - RN, RN0028 RAVST
- Biblioteca Nazionale Universitaria - Torino - TO, TOO0265 TO002
- Biblioteca centrale di medicina della Facoltà di medicina e chirurgia dell'Università degli studi di Trieste - Trieste - TS, || TS0141 TSAN0
- Enrica Boschetti, inserto allegato al numero 160 della rivista DUEPIU' - “Guida al diaframma: le domande più impensabili, le risposte più complete ed esaurienti, su questo contraccetivo semplice e sicuro.”, 1982
- Enrica Boschetti..”La vagina umana.”, 1984, edition Springer Science U.S.A.

## Riconoscimenti
Raccontata a p. 592 del libro Il controllo della fertilità. Storia, problemi e metodi dall'antico Egitto ad oggi di Carlo Flamigni, edizioni UTET 2006:
(Carlo Flamigni, Il controllo della fertilità. Storia, problemi e metodi dall'antico Egitto ad oggi)